# اسکیلد کامپوزیتس وایت نایت تو
اسکیلد کامپوزیتس وایت نایت تو یک جت چهار موتوره سفید رنگ و سفینه مدارگرد است که توسط شرکت اسکیلد کامپوزیتس توسعه یافته و سفینه فضایی دو در زیر بال‌های آن بسته می‌شد.
در ۳۱ اکتبر ۲۰۱۴، وی‌اس‌اس اینترپرایس یک سفینه فضایی توریستی از نوع فضاپیمای دو متعلق به شرکت ویرجین گلکتیک، جهت یک پرواز آزمایشی به این جت متصل شد که پس از رهایی در ارتفاع ۱۵۰۰ متری از این جت منفجر شد و در بیابان موهاوی ایالت کالیفرنیای آمریکا سقوط کرد. کمک‌خلبان سفینه جان خود را از دست داد و خلبان نیز به شدت زخمی شد.